# آنتونیا گورانسون
آنتونیا گورانسون (انگلیسی: Antonia Göransson؛ زادهٔ ۱۶ سپتامبر ۱۹۹۰) بازیکن فوتبال اهل سوئد است.
از باشگاه‌هایی که در آن بازی کرده‌است می‌توان به باشگاه فوتبال فیورنتینا، باشگاه فوتبال ۱.اف‌اف‌سی توربین پوتسدام، و باشگاه فوتبال رین اشاره کرد.
وی همچنین در تیم ملی فوتبال زنان سوئد بازی کرده‌است.